# Blizonje
Blizonje (izvirno srbsko Близоње) je naselje v Srbiji, ki upravno spada pod Mesto Valjevo; slednja pa je del Kolubarskega upravnega okraja.

## Demografija
V naselju, katerega izvirno (srbsko-cirilično) ime je Близоње, živi 229 polnoletnih prebivalcev, pri čemer je njihova povprečna starost 43,4 let (40,1 pri moških in 46,8 pri ženskah). Naselje ima 89 gospodinjstev, pri čemer je povprečno število članov na gospodinjstvo 3,16.
To naselje je, glede na rezultate popisa iz leta 2002, večinoma srbsko.
|  |

| Demografija | Demografija     | Demografija     |
| Leto        | Št. prebivalcev | Št. prebivalcev |
| ----------- | --------------- | --------------- |
|             |                 |                 |
|             |                 |                 |
|             |                 |                 |
|             |                 |                 |
| 1948        | 384             |                 |
| 1953        | 396             |                 |
| 1961        | 401             |                 |
| 1971        | 363             |                 |
| 1981        | 338             |                 |
| 1991        | 372             | 346             |
| 2002        | 291             | 281             |
|             |                 |                 |

| Etnična sestava po popisu iz leta 2002 | Etnična sestava po popisu iz leta 2002 | Etnična sestava po popisu iz leta 2002 | Etnična sestava po popisu iz leta 2002 | Etnična sestava po popisu iz leta 2002 |
| -------------------------------------- | -------------------------------------- | -------------------------------------- | -------------------------------------- | -------------------------------------- |
| Srbi                                   | Srbi                                   |                                        | 240                                    | 85,40%                                 |
| Romi                                   | Romi                                   |                                        | 36                                     | 12,81%                                 |
| Neznano                                | Neznano                                |                                        | 5                                      | 1,77%                                  |